# Herpsilochmus atricapillus
Herpsilochmus atricapillus là một loài chim trong họ Thamnophilidae.